# Antonio José González Santos
Antonio José González Santos (Sevilla, 28 de desembre de 1972) és un futbolista andalús, que ocupa la posició de defensa.

## Trajectòria
Format al planter del Sevilla FC, hi romandria entre 1994 i 1997 a l'equip B, però no arriba a debutar en lliga amb el primer planter. En busca d'oportunitats, la temporada 97/98 marxa al Granada CF, i a l'any següent, al Xerez CD, amb qui debuta a Segona Divisió.
El defensa seria titular al conjunt xeresista en els cinc anys que hi va militar, tres d'ells a la categoria d'argent. El 2003 fitxa pel CD Numancia, amb qui manté la titularitat. La temporada 04/05 debuta amb els sorians a primera divisió, tot jugant 19 partits. L'equip és penúltim i perd la categoria.
El sevillà continua en el Numancia fins a la campanya 06/07, en la qual marxa al Córdoba CF i amb qui aconsegueix l'ascens a Segona. De nou a la categoria d'argent, tan sols hi disputa 12 partits amb els andalusos. La campanya 08/09 la passa al modest Lucena.